# 共同市場
單一市場是一種貿易集團，集團中大多數針對商品貿易壁壘被消除，並採用一些共同的產品監管政策，在最大限度佈內地消除經濟會員間的物理邊界、技術標準、稅收壁壘等等，使資本、勞動力、企業和服務在單一市場內自由流動。
共同市場通常被稱為建立單一市場的第一階段， 它通常建立在一個自由貿易區之上，對商品不徵收關稅，資本、工人和服務在自貿區中相對自由流動，但貿易壁壘仍存在。統一市場是單一市場的最後階段和最終目標，它要求商品、服務（包括金融服務）、資本和人員不受國界限制地完全自由流動。

## 示例
- 南錐共同市場（英语：Mercosur），巴西、阿根廷、烏拉圭、委內瑞拉和巴拉圭等南美洲國家的區域貿易協定。
- 中美洲共同市場
- 加勒比共同體，舊名「加勒比共同體與共同市場」。
- 歐洲共同市場
- 兩岸共同市場
- 東非與南非共同市場
- 高加索共同市場（英语：Caucasian Common Market）

### 东協
根據马来西亚官員發言，東南亞國家協會將於2015年年底正式宣布成为单一市场。